# طريق ترابي

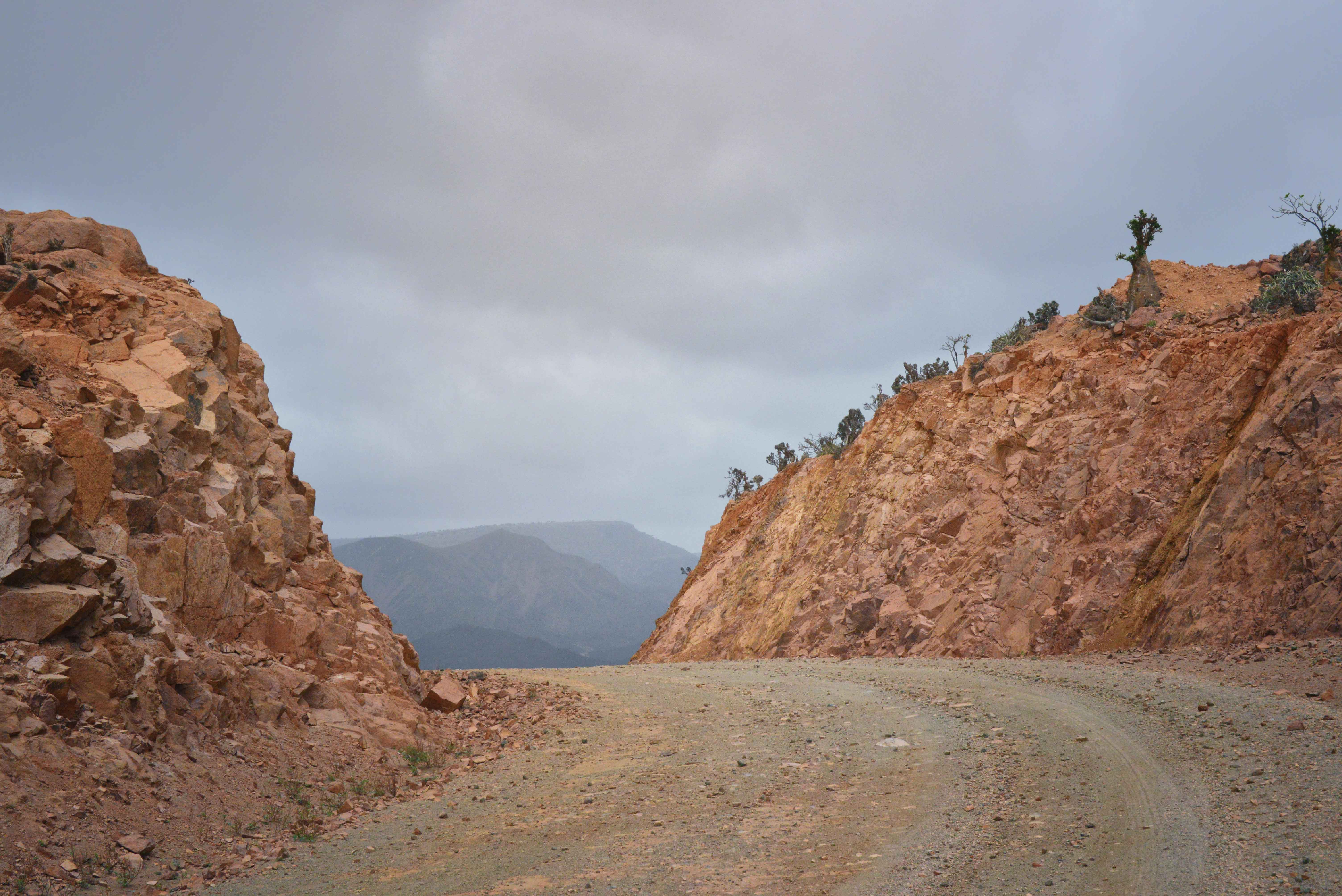
طرق سقطرى الترابية

الطريق الترابيّ أو الطريق الترابيّة ( كلمة الطريق مذكر ويؤنث وجمعه أطْرُق وطُرُق وأطْرِقاء وأطْرِقَة وجمع الجمع طُرُقات) طريق سطحه غير مرصوف ويكون غالبا غير ممهد إلا بالمواد الموجودة على جانبيه من طين وتراب وهو اسم على مسمى. ويشكل هذا النوع من الطرق الغالبية العظمى من مسافة طرق العالم إلا أنها تقتصر على المناطق النائية والفقيرة في الدول المهيئة ببنية تحتية جيدة. ومن أخطار هذا الطريق الإمكانية العالية لانقطاعه بسهولة عند هطول الأمطار. ولكنه منتشر لسهولة إنشاءه ورخص ثمنه.

## معرض صور

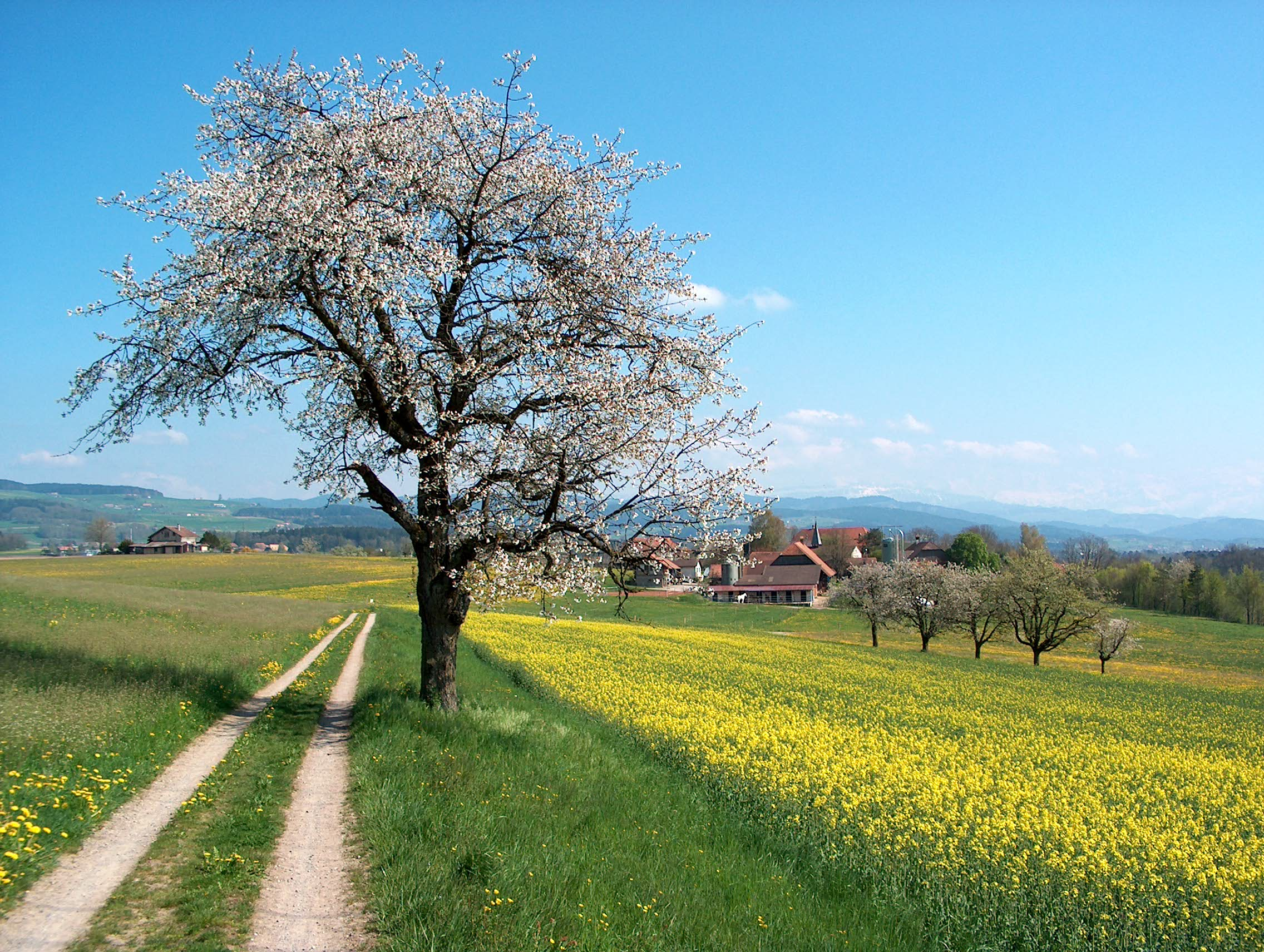
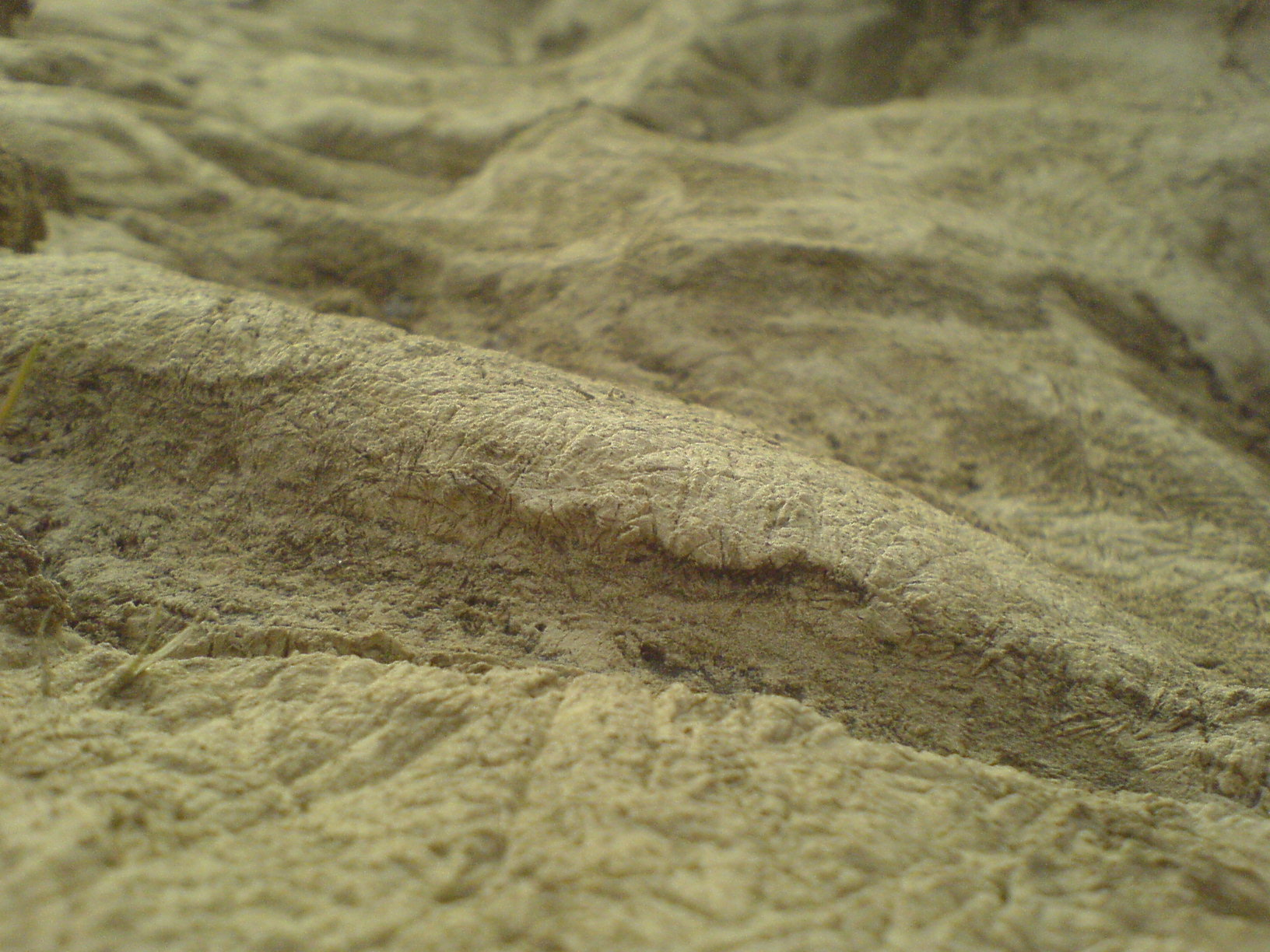
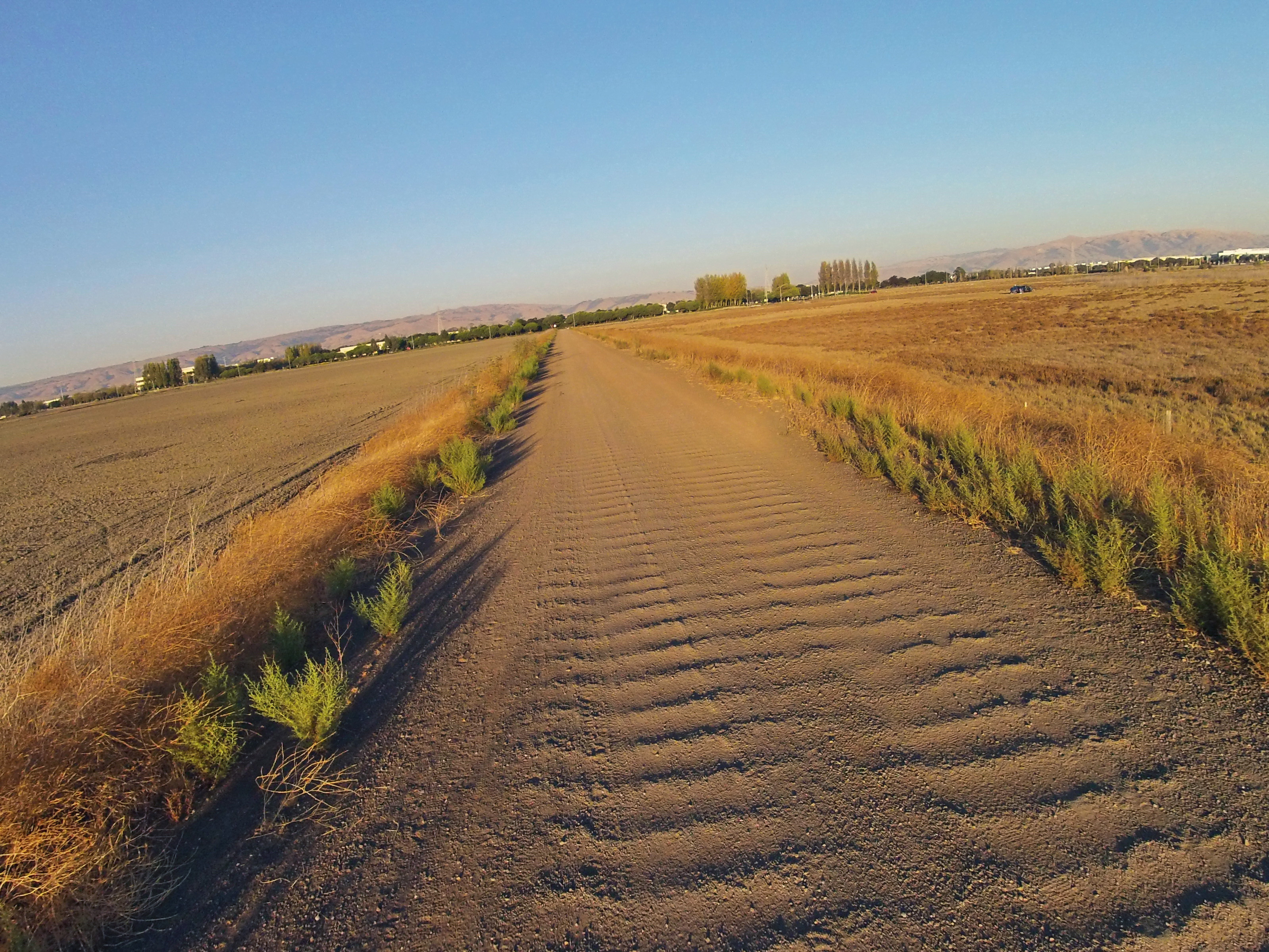
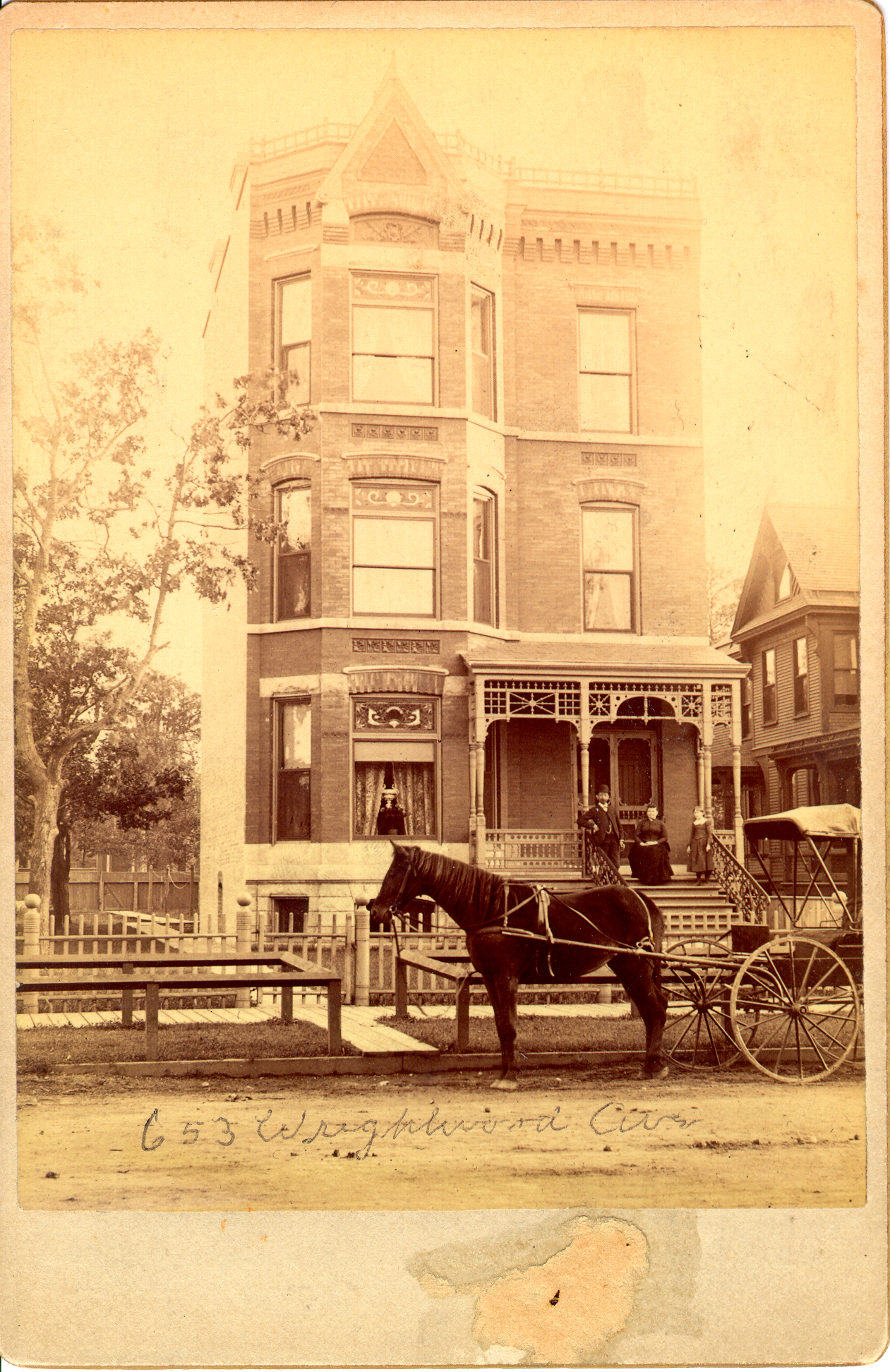